# Рико Арена
Рико Арена (Ricoh Arena) е стадионът на „Ковънтри Сити“ и се намира в Ковънтри, Англия. Строежът му е започнат през 1999 и е завършен през 2005, а официално е открит на 24 февруари 2007, въпреки че дотогава Ковънтри Сити вече имат изигран сезон на него. Има 32 609 седящи места, в конструкцията му също се включват и 6000 m² изложбена зала, хотел, заведения и казино. Прякорът на стадиона е Крепостта Рико.
Настилката е естествена трева, а размерът на игрището е 105х68 метра.